# Садерн Вју (Илиноис)
Садерн Вју (енгл. Southern View) град је у америчкој савезној држави Илиноис.

## Демографија
По попису из 2010. године број становника је 1.642, што је 53 (-3,1%) становника мање него 2000. године.
| Група             | 2000.         | 2010.         |
| Белци             | 1.626 (95,9%) | 1.525 (92,9%) |
| Афроамериканци    | 14 (0,8%)     | 41 (2,5%)     |
| Азијати           | 14 (0,8%)     | 17 (1,0%)     |
| Хиспаноамериканци | 29 (1,7%)     | 27 (1,6%)     |
| Укупно            | 1.695         | 1.642         |